# Clan Satomi
Il clan Satomi (里見氏?, Satomi-shi) è stato un clan giapponese del periodo Sengoku (1467–1573) fino al primo periodo Edo. Il clan dichiarava di discendere dal clan Seiwa Genji per parte di Nitta Yoshishige (morto 1202), il cui figlio Yoshitoshi prese il cognome 'Satomi'.

## Clan Awa Satomi

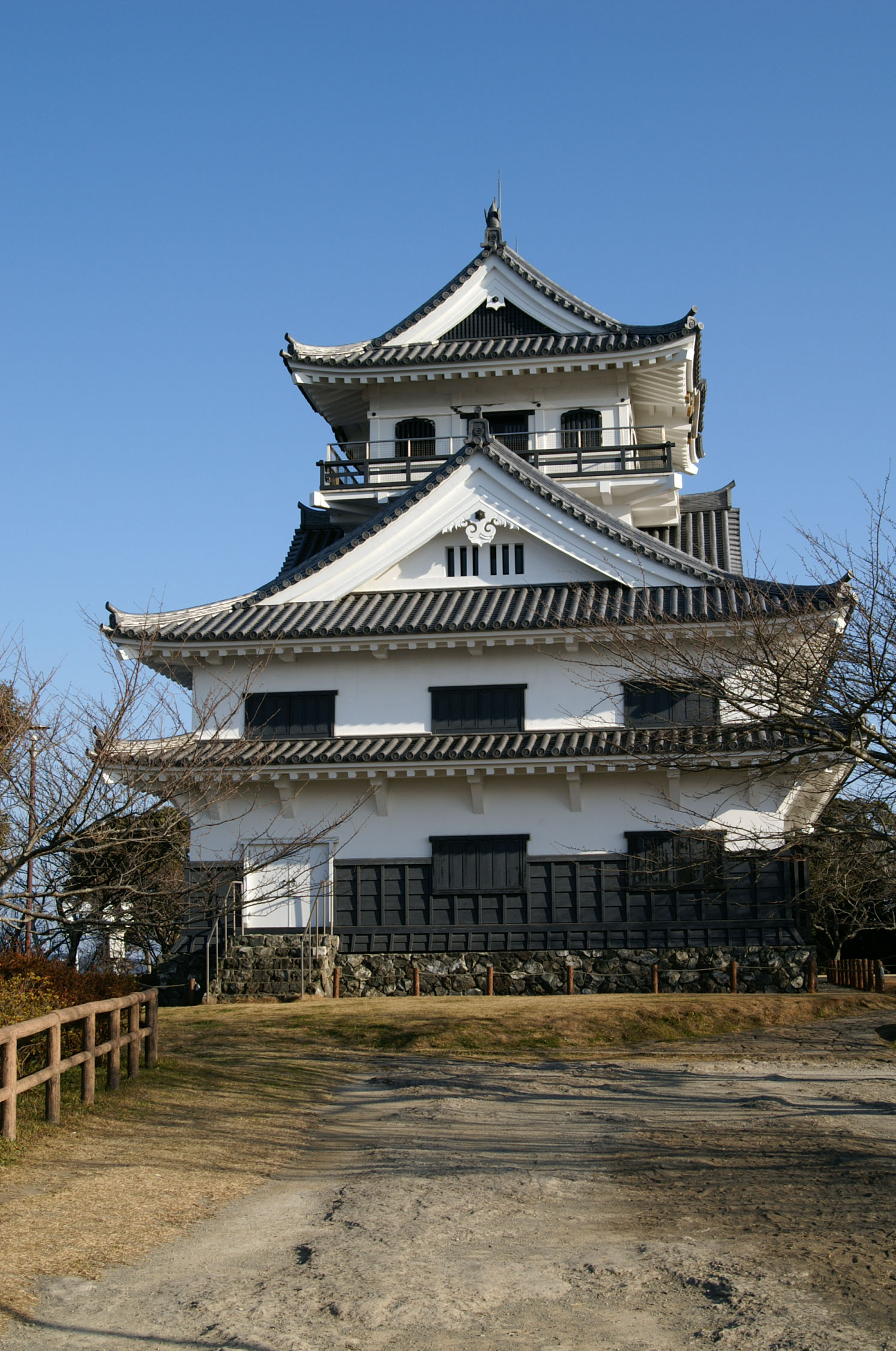
Castello di Tateyama, eretto nel 1580 da Satomi Yoshiyori

I Satomi si spostarono dalla provincia di Kozuke, oggi prefettura di Gunma, alla provincia di Awa nella metà del XV secolo. Da quel periodo il clan divenne noto come Awa Satomi clan.
Durante il periodo Sengoku i Satomi furono forzati a sottomettersi a Hōjō Ujitsuna nel 1539. Il resto del periodo il clan combatté contro i clan Hōjō, Takeda e Imagawa. I Satomi furono coinvolti nella prima battaglia di Kōnodai (1538) e nella seconda battaglia di Kōnodai(1564).
Combatterono sia sotto Oda Nobunaga che Tokugawa Ieyasu. All'inizio del periodo Edo il clan fu nominato daimyō della provincia di Awa, con una ricchezza di 120.000 koku. Tuttavia caddero presto in conflitto con lo shogunato Tokugawa per essere coinvolti nell'incidente di Ōkubo Nagayasu del 1614. Il daimyō Satomi Tadayoshi (1594 – 1622) fu bandito nella provincia di Hoki e la sua ricchezza fu ridotta a 30.000 koku. Tadayoshi non ebbe discendenti, ed il clan terminò con la sua morte.

## Membri importanti del clan
- Satomi Sanetaka
- Satomi Yoshitoyo
- Satomi Yoshitaka
- Satomi Yoshihiro
- Satomi Yoshiyori
- Satomi Yoshiyasu
- Satomi Tadayoshi